# Truskolasy-Lachy (gromada)
Truskolasy-Lachy (początkowo Truskolasy Lachy, bez łącznika) – dawna gromada, czyli najmniejsza jednostka podziału terytorialnego Polskiej Rzeczypospolitej Ludowej w latach 1954–1972.
Gromady, z gromadzkimi radami narodowymi (GRN) jako organami władzy najniższego stopnia na wsi, funkcjonowały od reformy reorganizującej administrację wiejską przeprowadzonej jesienią 1954 do momentu ich zniesienia z dniem 1 stycznia 1973, tym samym wypierając organizację gminną w latach 1954–1972.
Gromadę Truskolasy Lachy (pisownia bez łącznika) z siedzibą GRN w Truskolasach Lachach utworzono – jako jedną z 8759 gromad – w powiecie wysokomazowieckim w woj. białostockim, na mocy uchwały nr 24/V WRN w Białymstoku z dnia 4 października 1954. W skład jednostki weszły obszary dotychczasowych gromad Truskolasy Lachy, Truskolasy Olszyna, Truskolasy Niewisko, Truskolasy Wola i Truskolasy Stare ze zniesionej gminy Sokoły, Jabłonowo Wypychy, Jabłonowo Kąty i Krzyżewo ze zniesionej gminy Kowalewszczyzna oraz obszar dotychczasowej gromady Czajki ze zniesionej gminy Kobylin w tymże powiecie. Dla gromady ustalono 11 członków gromadzkiej rady narodowej.
13 listopada 1954 roku gromada weszła w skład nowo utworzonego powiatu łapskiego.
1 stycznia 1969 gromadę Truskolasy-Lachy zniesiono, włączając jej obszar do gromady Sokoły.